# Willys M38A1
Willys M38A1 – wojskowy samochód osobowo-terenowy konstrukcji amerykańskiej, z lat 50. XX wieku.

## Historia
W 1950 roku na wyposażenie armii amerykańskiej wprowadzono samochód terenowy Willys M38 (Willys MC), wywodzący się wprost z konstrukcji drugowojennego Willysa MB. Nie spełnił on jednak wszystkich oczekiwań, gdyż silnik o mocy 60 KM, jak w poprzedniku, przy zwiększonej masie samochodu i większych kołach, nie zapewniał wystarczającej dynamiki i zdolności pokonywania wzniesień. Dlatego firma Willys-Overland opracowała nowy samochód o oznaczeniu fabrycznym Willys MD, wyposażony w produkowany od 1950 roku silnik Hurricane (znany też jako F-head), o mocy 72 KM. Prototyp wersji wojskowej nosił oznaczenie M38E1. Samochód został zaakceptowany przez siły zbrojne USA pod oznaczeniem M38A1 i był produkowany w latach 1952-1958. Odpowiednikiem na rynek cywilny był Willys CJ5.
Zachowując generalnie układ konstrukcyjny poprzednika, M38A1 miał zwiększony rozstaw osi (81 cali) i nowe powiększone nadwozie, o bardziej zaokrąglonych liniach i błotnikach przednich wtopionych w ściany boczne. Nadwozie było odkryte, z wycięciami ścian zamiast drzwi, z szybą przednią składaną na maskę i brezentowym dachem rozpinanym na stelażu. Atrapa chłodnicy była charakterystyczna dla jeepów Willysa, pionowa, płaska, tłoczona z blachy, z 7 pionowymi szczelinami; w stosunku do modelu M38 zastosowano reflektory wpuszczane zamiast montowanych na zewnątrz. Zastosowano takie same koła 7,00x16, jak w M38.

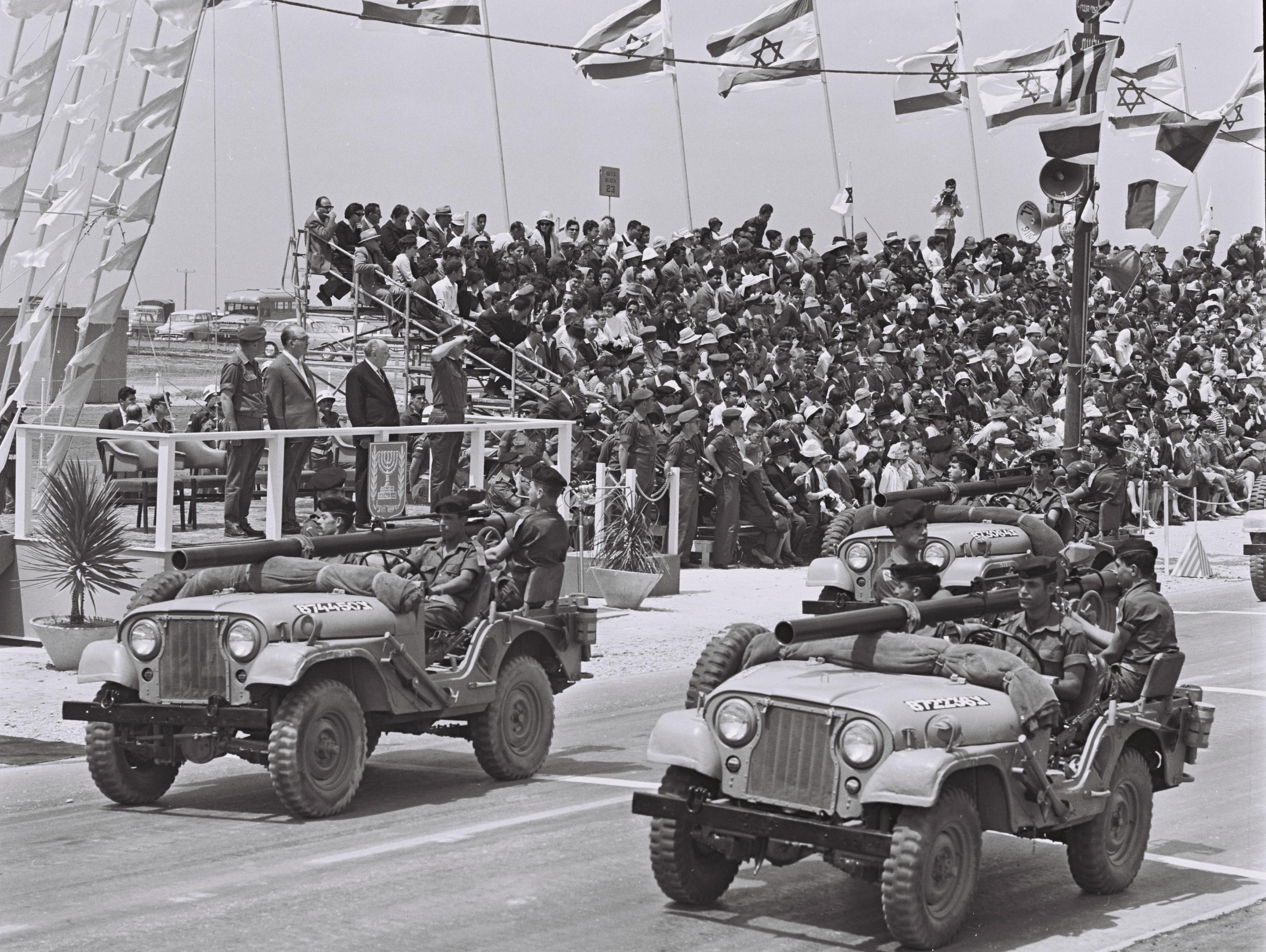
Izraelskie M38A1C

Specjalną wersją uzbrojoną był M38A1C, przenoszący działo bezodrzutowe 106 mm M40A1, zamontowane obrotowo z tyłu na podstawie M79. Mogło być też demontowane i stawiane na ziemi. Szyba przednia była podzielona na dwie części, między którymi spoczywała lufa działa w pozycji marszowej. W tej wersji z tyłu nadwozia mógł być mocowany dodatkowy kosz z siatki, a koło zapasowe było przenoszone pionowo na prawym przednim błotniku.
Produkowano też lekki ambulans M170 dla 3 noszy lub 6 siedzących rannych. Model ten standardowo miał pełne boczne ściany i dach z brezentu, z okienkami. Dwie pary noszy były po prawej stronie, w dwóch poziomach, a trzecie były za siedzeniem kierowcy, wystając do tyłu. Rozstaw osi był zwiększony do 101 cali (2565 mm), a zbiornik paliwa do 20 galonów (75,7 l)
Samochód był produkowany także na licencji w Kanadzie jako M38A1CDN. W armii amerykańskiej następcą był M151 MUTT.